# Orel Eddie
Orel Eddie (v anglickém originále Eddie the Eagle) je britsko-německo-americký životopisný komediální a dramatický film z roku 2016. Režie se ujal Dexter Fletcher. Hlavní roli Eddieho Edwardse hraje Taron Egerton. Dále hrají Hugh Jackman, Christopher Walken, Iris Berben a Jim Broadbent. Film měl světovou premiéru na filmovém festivalu Sundance dne 26. ledna 2016. Ve Spojených státech byl uveden do kin dne 27. února 2016 a v České republice dne 14. dubna 2016.

## Obsazení
- Taron Egerton jako Eddie „Orel“ Edwards

- - Tom Costello jako desetiletý Eddie Edwards
  - Jack Costello jako patnáctiletý Eddie Edwards

- Hugh Jackman jako Bronson Peary

- Christopher Walken jako Warren Sharp
- Iris Berben jako Petra
- Mark Benton jako Richmond
- Keith Allen jako Terry
- Jo Hartley jako Janette Edwards
- Ania Sowinski jako Clarrie
- Tim McInnerny jako Dustin Target
- Edvin Endre jako Matti „Létající muž“ Nykänen
- Marc Benjamin as Lars Holbin
- Jim Broadbent jako komentátor BBC
- Daniel Ings jako Zach
- Rune Temte jako Bjørn, norský trenér

## Přijetí

### Tržby
Film vydělal přes 15,7 milionů dolarů v Severní Americe a 30,3 milionů dolarů v ostatních oblastech, celkově tak vydělal 46,1 milionů dolarů po celém světě. Rozpočet filmu činil 23 milionů dolarů. Za první víkend docílil šesté nejvyšší návštěvnosti, kdy vydělal 6 milionů dolarů.

### Recenze
Na recenzní stránce Rotten Tomatoes získal ze 167 započtených recenzí 80 procent. Na serveru Metacritic snímek získal z 34 recenzí 54 bodů ze sta. Na Česko-Slovenské filmové databázi si snímek drží k 1. srpnu 2018 81 procent.

### Ocenění a nominace
| Ocenění               | Datum ceremoniálu | Kategorie                       | Nominovaný    | Výsledek |
| --------------------- | ----------------- | ------------------------------- | ------------- | -------- |
| Empire Awards         | 19. března 2017   | Nejlepší britský film           | Orel Eddie    | nominace |
| Golden Tomato Awards  | 12. ledna 2017    | Nejlepší britský film           | Orel Eddie    | 5. místo |
| Golden Trailer Awards | 4. května 2016    | Nejlepší rodinný film (trailer) | „Sport“       | nominace |
| Teen Choice Awards    | 31. července 2016 | Nejlepší filmový herec: drama   | Taron Egerton | nominace |